# Live in London (The Gaslight Anthem)
Live in London is een livealbum en videoalbum van de Amerikaanse rockband The Gaslight Anthem dat werd uitgegeven op 6 januari 2014. Het album werd uitgegeven op dvd en dvd-video door Mercury Records. Live in London werd opgenomen op 20 en 30 maart tijdens concerten in The Troxy, een poppodium in Londen.
Het grootste deel van de nummers komt van het album Handwritten (2012). De rest komt van American Slang (2010) en The '59 Sound (2008).

## Nummers
1. "American Slang" (American Slang)
2. "The '59 Sound" (The '59 Sound)
3. "Handwritten" (Handwritten)
4. "45" (Handwritten)
5. "Here Comes My Man" (Handwritten)
6. "Too Much Blood" (Handwritten)
7. "Great Expectations" (The '59 Sound)
8. "Keepsake" (Handwritten)
9. "She Loves You" (American Slang)
10. "Mulholland Drive" (Handwritten)

## Muzikanten
Band
- Brian Fallon - zang, gitaar
- Alex Rosamilia - gitaar, achtergrondzang
- Alex Levine - basgitaar, achtergrondzang
- Benny Horowitz - drums

Aanvullende muzikanten
- Ian Perkins - gitaar, achtergrondzang